# Lawrence Kutner
Lawrence Kutner (nato come Lawrence Choudhary) è un personaggio della serie televisiva statunitense Dr. House - Medical Division, interpretato da Kal Penn. È diventato un membro della nuova squadra diagnostica di House nell'episodio Giochi. Kutner si suicida nell'episodio Una spiegazione semplice senza alcun motivo apparente.

## Caratteristiche
Kutner ha dimostrato di essere aperto ad ogni nuova esperienza: questo è il motivo per il quale ha scelto di entrare nella nuova squadra di House. Egli, nel gioco, era originariamente il numero 6, ma è stato licenziato alla sua prima apparizione per colpa di Amber. Tuttavia, ha continuato a partecipare alla gara girando il suo cartellino e trasformando il "6" in un "9". La faccia tosta dimostrata in questa occasione e l'intelligente idea di fare uno stress test per monitorare il funzionamento del fegato di un paziente mediante l'intossicazione con tequila, impressionarono House e gli fecero continuare il gioco. È molto socievole, infatti fa amicizia con Jeffrey Cole, altro candidato ed assistente a cui fa da baby-sitter per il figlio, ma ci litiga quando questi, avendo la possibilità di scegliere chi licenziare, pensa a Kutner (in realtà la scelta era stata dettata da un accordo con la Cuddy); inoltre, anche se non lo vede spesso al di fuori del lavoro, considera Taub un grande amico ed è disposto ad aiutarlo economicamente. In Intrappolato Taub si prende il merito per una sua idea geniale per non venire licenziato e Kutner, invece di denunciarlo a House, lo appoggia nella sua menzogna.
Kutner rivela con orgoglio di essere un fan dei film di fantascienza, e sembra essere facilmente attratto da donne graziose, avendo chiesto di uscire ad Amber; ha un carattere molto infantile: Tredici definisce la sua abitazione come "La casa dell'eterno bambino".
Nell'episodio Sindrome dello specchio, in cui il paziente fa da "specchio" al medico che lo viene a visitare, si fa un accenno alle sue tendenze di sfumatura masochista e al fatto che Kutner, come dice lui stesso, ama fare nuove esperienze in quanto odia la noia e l'abitudine.
Nell'episodio Emancipazione viene considerato da Tredici come un bambino, in quanto talmente illuso da vedere solo il lato positivo delle cose, da pensare che tutti hanno un'anima buona. Taub invece lo difende, dicendo che è maturo e che è giusto dare fiducia alle persone, perché non dandola si rinuncia a vivere, ad avere qualsiasi tipo di rapporto sociale.
Nell'episodio Senza dolore viene affrontato il tema del suicidio ed in questa occasione viene presentato il punto di vista di Kutner sull'argomento. Taub si dichiara rigorosamente contrario al suicidio mentre Kutner pensa che può a volte essere comprensibile. Kutner intuisce che nella vita di Taub ci possa essere stato un caso di suicidio ma dichiara che "È la gente come me che non lo fa. Quando la tua vita fa schifo dall'inizio può solo migliorare". Questa frase non si concilia con il gesto estremo scelto per l'uscita di scena del personaggio.

## Rapporti con House
Di tutti i nuovi colleghi egli è il più entusiasta e quello che ha più probabilità di seguire, in un futuro, House nelle sue assunzioni di rischi e nelle sue attività non del tutto legali. Ha ottenuto da House il soprannome di "defibrillatore professionista", un titolo che Kutner sembra portare orgogliosamente, quando ha rianimato prima una paziente in una camera iperbarica creando un piccolo incendio a causa dell'elevata presenza di ossigeno, poi un secondo paziente bagnato, folgorandosi e rischiando il coma; tuttavia in Bimba dentro si oppone ad alcuni test rischiosi proposti da House avvisando la Cuddy. Nel secondo team di House è forse il più brillante, infatti risolve alcuni casi prima di House, che in Intrappolato si complimenta con lui.
In La bugia è una cosa meravigliosa House propone il gioco del Natale Segreto: inserisce in un berretto natalizio il suo nome 5 volte per costringere i suoi assistenti a fargli un regalo (ognuno ovviamente pensa di doverlo fare ad una persona diversa) e per fomentare questa idea ruba a Wilson il suo IPhone, spacciandolo per primo regalo ricevuto: lo scopo del "gioco" è causare scompiglio fra il team, ancora spaventato da un possibile licenziamento; Tredici si oppone all'idea, avendo intuito le intenzioni di House, ma Kutner, contro la volontà dei colleghi, gli fa spontaneamente un regalo e, di conseguenza, lo seguono anche Taub e Tredici.
In Dolci chili di troppo si scopre che gestisce una clinica del secondo parere on-line a nome di Gregory House per le persone che non hanno fiducia nel loro medico. Una volta che House viene a conoscenza del fatto chiede a Kutner di continuare spacciarsi per lui e pretende in cambio il 50% dei guadagni.
In Vieni micina House scopre che è superstizioso ed esagera la sua credulità, disprezzandone la superstizione, rovesciando sale, aprendo l'ombrello in ufficio e arrivando a fingere di star male dopo essere stato con la gatta, sputandogli in faccia con del sangue finto. Per vendetta gli fa ritrovare la poltrona inzuppata di urina, facendo credere ad House di aver fatto urinare la gatta sopra di essa, ma subito dopo fa intuire a Tredici di essere stato proprio lui a farlo.

## Biografia
Si sa poco sul suo passato. Alla fine della quarta stagione ha commentato che "Kutner" non è un cognome indiano e ha rivelato che i suoi genitori avevano un negozio di alimentari e che sono stati uccisi nel corso di una rapina davanti ai suoi occhi quando aveva sei anni. Ha così ottenuto il cognome dalla sua famiglia adottiva, ma non è riuscito ad integrarsi completamente (i suoi genitori adottivi rivelano che fino a quando, all'età dei nove anni, essi gli hanno regalato il Piccolo chimico, che lo appassionava in quanto gli piaceva fare esplodere le cose, li chiamava "Signore e Signora Kutner"), nonostante l'amore dei genitori adottivi.
Nella quinta stagione, nell'episodio Eventi avversi, si è scoperto che è nel Guinness dei primati per aver strisciato per 30 chilometri e per questo potrebbe tornare utile, a detta di House, se un medicinale fosse in una stanza alla fine di un corridoio alto mezzo metro; in Una spiegazione semplice House scopre che in precedenza è stato fermato per atti osceni per essersi spogliato durante una partita. Nell'episodio Gioia al mondo tratta duramente un ragazzino che derideva una compagna e Taub lo ammonisce, pensando che questa sua reazione fosse dovuta ad un passato da vittima, essendo egli un indiano e, per giunta, adottato; alla fine dell'episodio si scopre che alle superiori era un bullo e si va a scusare con un ex-compagno, un ragazzo affetto da nanismo, da lui tormentato.
Nell'episodio Una spiegazione semplice della quinta stagione, viene trovato morto nel suo appartamento da Tredici e Foreman, ucciso da un colpo di pistola alla testa. Dopo veloci indagini della polizia verrà appurato che si è trattato di suicidio. Kutner viene poi cremato dopo una cerimonia induista, a cui partecipano i suoi familiari e tutti i membri dell'ospedale, a parte House e Taub.

## Effetti della morte di Kutner sul team di House
Il dottor House come nel suo stile, non mostra segni esteriori di dispiacere, ma trasforma l'avvenimento in un "caso" da analizzare. Rifiuta l'idea del suicidio (non prima di aver accusato i genitori adottivi di esserne i responsabili, per non avergli fatto mantenere abbastanza il suo retaggio indiano) e cerca di dimostrare che si tratti di omicidio. Ma in realtà non accetta il suicidio solo perché se così è stato, significa che non è stato in grado di capirlo e prevenirlo. Alla fine della puntata del suicidio House guarda molte foto di Kutner sorridente e felice, ma alla fine ne trova, nella casa del collega, una di Lawrence con il volto serio e malinconico, e comprende che, pur non apparendo depresso, Kutner in realtà nascondeva il suo malessere, e lui non è riuscito ad accorgersene (come sosteneva James Wilson in una scena precedente). A causa di ciò, House teme di aver perso il suo "dono" diagnostico, e questo lo porta a non dormire per più di una settimana, e ad abusare di Vicodin, che gli provoca, tra l'altro, allucinazioni di Amber Volakis (deceduta la stagione precedente) e dello stesso Kutner (nella puntata Ora ambedue le parti). House si ricovera quindi temporaneamente in un ospedale psichiatrico, e accetta la disintossicazione. Kutner fa, oltre ad una breve apparizione  nel finale della stagione 8 citato, un'altra comparsata, sempre come allucinazione nel finale Tutti muoiono, dove House, che ha assunto una dose di eroina, è in stato di coscienza alterata e fa un bilancio della sua vita dialogando insieme alla sua mente, rappresentata da alcune persone della sua vita, sia ancora vive (Stacy Warner ed Allison Cameron) sia morte (Kutner e Amber).
Neanche Taub per tutto l'episodio sembra mostrare segni di evidente dispiacere, continuando l'attività medica come se niente fosse successo. Considera il suicidio un'azione molto stupida e per questo decide di non andare neanche al funerale dell'amico. In realtà alla fine dell'episodio cede anche lui ai sentimenti e si lascia andare ad un lungo pianto.
Tredici è sconvolta e vorrebbe condividere il triste momento con Foreman, visto che hanno iniziato una relazione insieme. Ma Foreman non vuole perché preferisce vivere certi momenti da solo racchiuso in se stesso. E così fa allontanandosi emotivamente dal resto del team.

## Cause della uscita di scena
L'uscita di scena di Kutner è dovuta principalmente al fatto che Kal Penn, l'attore che lo interpretava, è stato assunto come membro dell'amministrazione da Barack Obama alla Casa Bianca dopo le riprese di Intrappolato, l'episodio precedente. Penn non è apparso, se non in foto, nell'episodio del suicidio, probabilmente perché già impegnato nel nuovo lavoro (difatti il corpo di Kutner non viene inquadrato in volto, probabilmente per questo motivo), anche se è stato comunque accreditato. La Fox ha commemorato il personaggio di Kutner con una pagina speciale sul proprio sito, con la scritta "Dr. Lawrence Kutner, 1975-2009", dove vengono rivelati alcuni particolari della sua vita, come il nome della sua ex fidanzata, Nicole Brewster, e vengono riportate le dichiarazioni dei colleghi all'interno del "mondo di House MD".